# Örebro SK
L'Örebro SK és un club de futbol suec de la ciutat d'Örebro fundat el 28 d'octubre de 1908. També compta amb una secció d'handbol, amb la qual ha guanyat la Lliga sueca d'handbol masculina els anys 1956 i 1957 i el subcampionat de la Copa d'Europa d'handbol masculina de 1957.